# Blanksmalbi
Blanksmalbi (Lasioglossum semilucens) är en biart som först beskrevs av Johann Dietrich Alfken 1914.  Blanksmalbi ingår i släktet smalbin, och familjen vägbin. Inga underarter finns listade. På svenska kallas det även skensmalbi.

## Utseende
Ett slankt, svart bi med upphöjd munsköld och panna på huvudet. Hos hanen är clypeus (munsköldens) spets ljusgul samt överläpp och käkar gulaktiga. Bakkroppen har vita, svaga hårband på sidorna av tergit 2 och 3 hos honan. Hanen saknar hårband. Ett mycket litet bi med en kroppslängd av 5 mm hos honan, 4 till 5 mm hos hanen.

## Ekologi
Blanksmalbiet förekommer i många olika habitat, ofta sandiga, som sanddyner, gräsmarker, hedar, grus- och lertag, ruderat, trädgårdar (vingårdar) och skogsmarker. När det gäller näringsväxter är det troligen polylektiskt och besöker blommor från olika familjer, som korgblommiga växter (maskrosor), grobladsväxter (teveronika), klockväxter (blåmunkar) och rosväxter (smultron). Några närmare uppgifter om artens sociala liv eller fortplantning är okända.

## Utbredning
Arten förekommer i Europa och Centralasien från Storbritannien (England), Sverige och Finland söderut till Spanien och Italien, österut över Balkan, norra Grekland och Turkiet till Kaukasus, Tadzjikistan och Afghanistan. Globalt är den klassificerad som livskraftig (LC).
Arten är vanlig i Sverige i Götaland, Svealand och fragmentariskt i sydligaste Norrland. Svenska Artdatabanken har klassificerat den som livskraftig. 
I Finland finns den endast på Åland, främst Lemland, Mariehamn och Hammarland, och har ännu inte erhållit någon klassificering (2019).